# Jocelyn Bell
Jocelyn Bell Burnell (født 15. juli 1943 i Belfast, Nordirland) er en britisk astrofysiker som opdagede den første pulsar (i Krabbetågen). Det skete i forbindelse med at hun arbejdede på sin afhandling under ledelse af Antony Hewish, som sammen med kollegaen Martin Ryle i 1974 fik Nobelprisen for opdagelsen. Det forhold at hun ikke blev inkluderet i prisen kritiseredes skarpt af blandt andet den kendte astronom Fred Hoyle, som selv havde bidraget til forståelsen af den første pulsar.

## Akademisk karriere
Hun tog en B.Sc. i fysik ved University of Glasgow 1965 og opnåede ph.d.-graden ved University of Cambridge 1969.
Jocelyn Bell arbejdede ved Southamptons universitet (1968-1973), University College London (1976-1982) og Royal Observatory, Edinburgh (1982-1991). Mellem 1973 og 1987 forelæste hun desuden ved Open University. Fra 1991 til 2001 var hun professor i fysik ved Open University. Hun var desuden gæsteprofessor ved Princeton University. Hun var også Royal Astronomical Societys præsident mellem 2002 og 2004. P.t. er hun gæsteprofessor i astrofysik ved University of Oxford.

## Privatliv
Hun blev i 1968 gift med Martin Burnell. De har en søn og to sønnesønner. Bell er aktiv kvæker. Hun har også arbejdet for at forbedre betingelserne for kvindelige fysikere og astronomer.